# Estepas ibéricas
Las estepas ibéricas son ecosistemas caracterizados por el predominio de especies leñosas de bajo porte, asentadas sobre suelos muy pobres y, a veces, con altos niveles de salinidad, que soportan un clima mediterráneo semiárido.
Generan paisajes abiertos, llanos o suavemente ondulados, con ausencia de árboles o arbustos desarrollados. No son estrictamente semejantes a las estepas centroeuropeas, norteamericanas o sudamericanas, donde predominan las plantas herbáceas, principalmente gramíneas sobre unos suelos profundos. Se encuentran hábitats similares en el norte de África, especialmente en Argelia Túnez y Marruecos, las altas mesetas magrebíes que se sitúan entre el Atlas Teliano y el Atlas Sahariano. Las estepas ibéricas y las norteafricanas comparten un gran número de especies. Otras son exclusivas y endémicas de áreas muy reducidas como lagunas salinas en el valle del Ebro.
Las estepas ibéricas tienen ambientes de muy alto valor ecológico por albergar especies muy singulares y, en ocasiones, endémicas.
En la península ibérica las principales zonas estepa
- Valle del Ebro: Los Monegros y Campo de Belchite en Aragón, Las Bardenas en Navarra,
- Sudeste semiárido: Alicante, Almería, Murcia y parte de la Provincia de Albacete.
- Hoyas de Guadix y Baza: Granada
- La Mancha: Parte de Albacete, Ciudad Real, Cuenca y Toledo
- Valle de La Serena y Alcudia: Extremadura
- Páramos del Sistema Ibérico y Central
- Tierra de campos: Palencia y Valladolid
- Páramos burgaleses: Burgos
- Humedales del Valle del Tajo y Valle del Duero

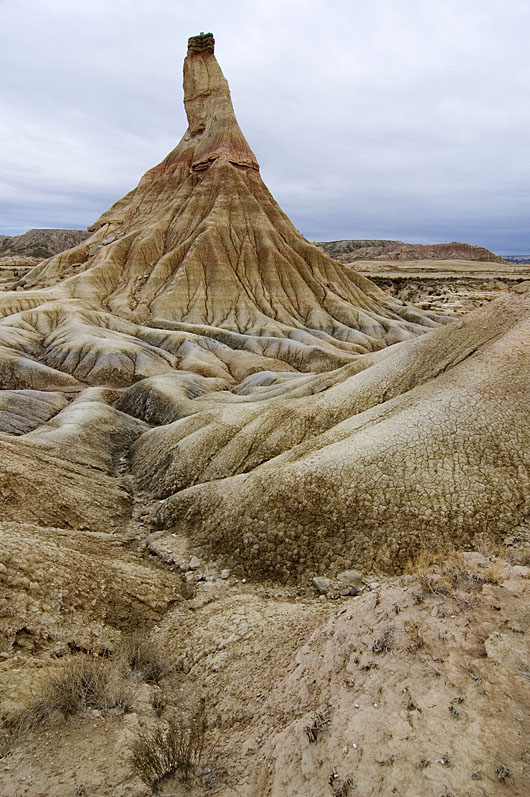
Bardenas Reales.

## Flora
Las plantas de la estepa están adaptadas a soportar largos periodos de sequía estival, fuerte insolación y precipitaciones escasas. Algunas están adaptadas a vivir en suelo salinos.
Especies habituales son: 
- Esparto (Stipa tenacissima)
- Albardín (Lygeum spartum)
- Tomillo (Thymus vulgaris)
- Romero (Salvia rosmarinus)

## Fauna

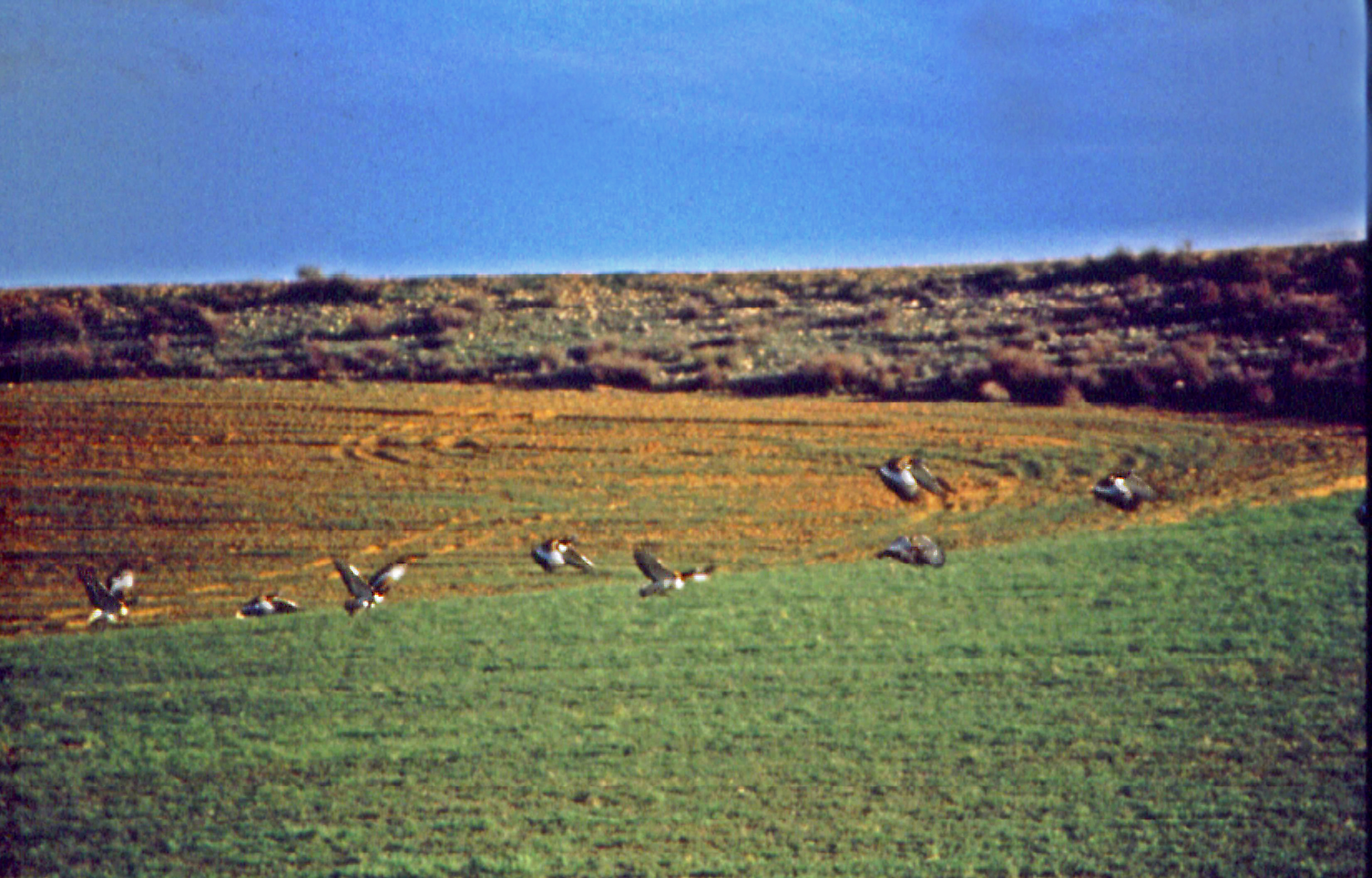
Avutardas.

La fauna de las estepas está formada por comunidades de animales adaptados a la vida en el suelo, dotados para la carrera o para camuflarse en la tierra y que crían en el suelo.
Especies habituales son:
- Avutarda
- Aguilucho cenizo
- Aguilucho pálido
- Ganga
- Liebre
- Ortega
- Aláudidos: alondras, cogujadas y terreras